# Dezyderiusz Danczowski
Dezyderiusz Danczowski (ur. 16 marca 1891 w Battonya, zm. 25 sierpnia 1950 w Trzcińsku-Zdroju) – polski wiolonczelista i pedagog.

## Życiorys
Jego matka Anna była pochodzenia romskiego. Dezyderiusz Danczowski studiował w Konserwatorium Lwowskim i kontynuował studia w Lipsku u Juliusa Klengla. Debiutował w Lipsku w roku 1909 koncertem wiolonczelowym h-moll Antonína Dvořáka. W Filharmonii Lipskiej do roku 1914 zajmował stanowisko koncertmistrza wiolonczel. Okres I wojny światowej spędził w Rosji przebywając w Kijowie, Odessie i Taganrogu.
Około 1915 roku Danczowski poślubił Jadwigę Majerską (ur. 1893 lub 1894), siostrę pianisty i kompozytora Tadeusza Majerskiego, która zginęła w Auschwitz w 1943 roku. Mieli jedyną córkę Beatrycze.
W roku 1918 zamieszkał w Poznaniu. Został pedagogiem Konserwatorium Poznańskiego. Był członkiem orkiestry Opery Poznańskiej, a także Kwartetu Polskiego, którego był współtwórcą w 1920.  
W latach 1923–1932 w szkole muzycznej w Cincinnati prowadził klasę wiolonczeli i kameralistyki, a także koncertmistrzem wiolonczel w orkiestrze symfonicznej.
Po powrocie ze Stanów Zjednoczonych w roku 1932 zamieszkał we Lwowie, gdzie został powołany na profesora Konserwatorium. W roku 1935 powrócił do Poznania, obejmując stanowisko profesora Konserwatorium, członka Kwartetu Polskiego i pierwszego wiolonczelisty w Operze Poznańskiej.
Po wybuchu II wojny światowej prowadził w Warszawie tajne nauczanie muzyki. Po wojnie w roku 1945 grał w orkiestrze Filharmonii Krakowskiej. W roku 1946 powrócił do Poznania i objął funkcje okresu przedwojennego.
Zmarł na skutek ataku serca. Został pochowany na cmentarzu Górczyńskim w Poznaniu (kwatera ILa-7-11).
Od roku 1974 organizowane są w Poznaniu co pięć lat ogólnopolskie konkursy gry na wiolonczeli jego imienia.

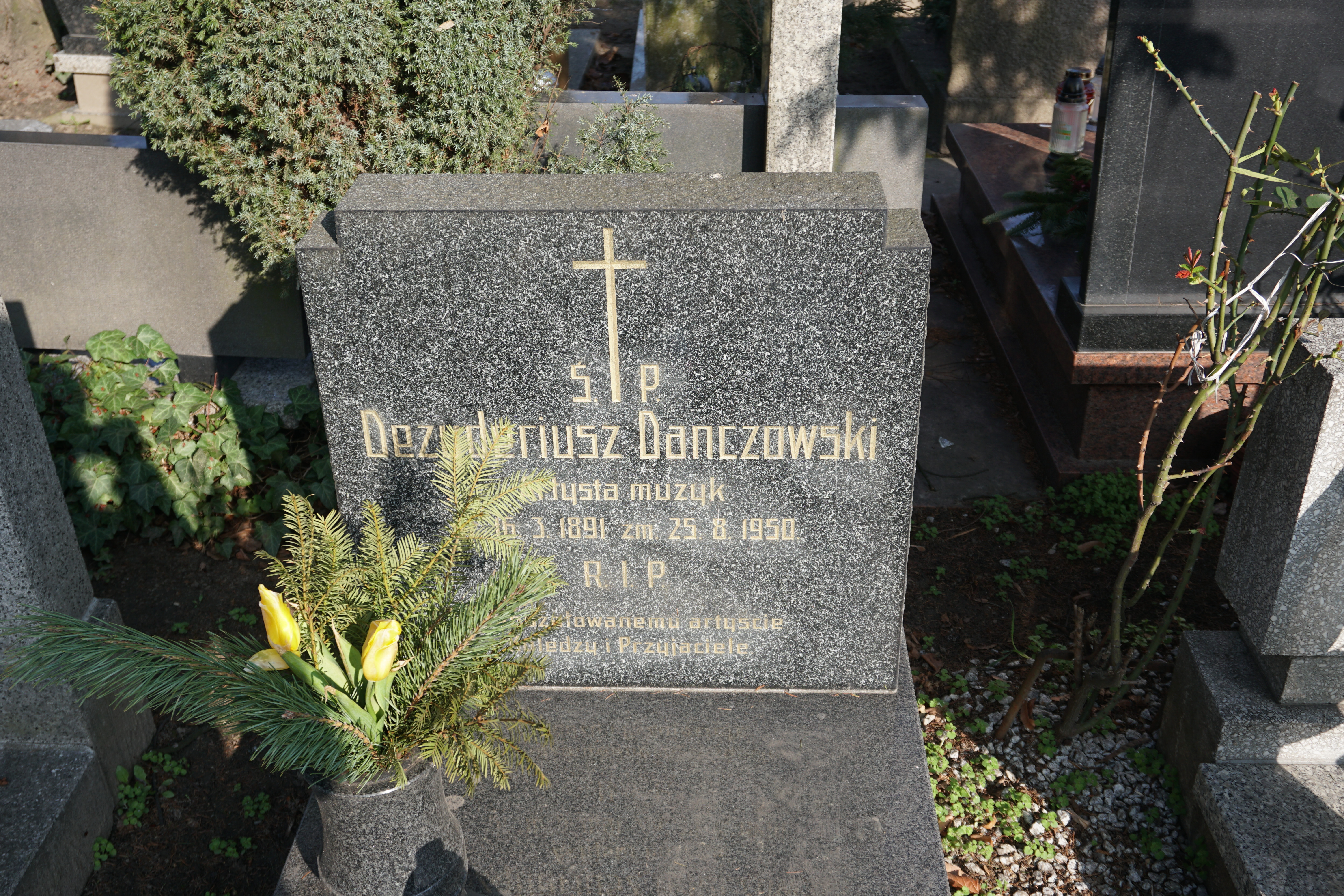
Grób Dezyderiusza Danczowskiego na cmentarzu Górczyńskim

Wnuczką Dezyderiusza Danczowskiego jest Kaja Danczowska, skrzypaczka i pedagog.